# Nagnoagou
Nagnoagou est une commune rurale située dans le département de Liptougou de la province de la Gnagna dans la région de l'Est au Burkina Faso.

## Santé et éducation
Le centre de soins le plus proche de Nagnoagou est le centre de santé et de promotion sociale (CSPS) de Liptougou.